# Heteralonia daveyi
Heteralonia daveyi är en tvåvingeart som först beskrevs av Mario Bezzi 1912.  Heteralonia daveyi ingår i släktet Heteralonia och familjen svävflugor. Inga underarter finns listade i Catalogue of Life.